# 台灣大雪山林業

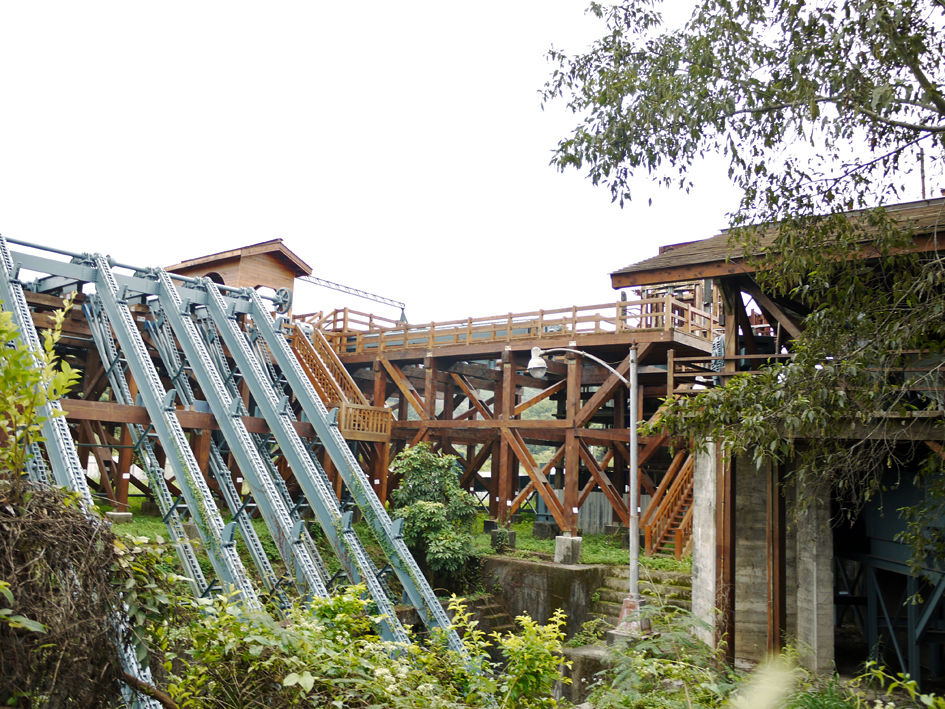
大雪山製材廠

台灣大雪山林業股份有限公司（簡稱大雪山林業）是台灣省政府所成立之林業公司，亦是二次大戰後國民政府在台灣林業史上唯一一家由政府「公營」的公司，成立於1958年11月11日，並於台中縣東勢鎮（今台中市東勢區）設立總部。直至1973年，因經營發生困難，該公司被裁併至林務局，結束短暫的企業體制。

## 經營範圍
大雪山林業公司所轄林地，主要是林產管理局將大雪山周圍地區之林地轉移，主要範圍南北以大安溪、大甲溪之間，東至雪山北峰之興隆山、大霸尖山與劍山稜線，西至稍來山、東卯山及觀音山之稜線為界。原八仙山事業區72-175及大甲溪事業區1-13林班地交由大雪山林業公司經營。合計面積59,864公頃。

## 設立沿革
戰後台灣林業對山林裡的資源不斷開發，藉此賺取更多的外匯，大雪山林區即是其中一部分。

### 公司成立前之經過
戰後在檢討台灣林業時，就曾對全台林區做一調查，發現大雪山一帶資源豐富，擬開發大雪山林區，並結合八仙山林區，與大甲溪、大安溪上遊一帶的資源進行開發。1953年台灣省林務檢討會中決定大雪山之開發交由林產管理局專案辦理。1955年成立「大雪山開發工作專案小組」針對如何開發進行研議。1956年成立「大雪山示範林區籌建委員會」，此時開發大雪山林業資源已是共識，重點是該採取何種方式開發。

### 林業與工業之結合
台灣的林業絕大部分停留在伐木階段，進階的林業加工產業沒有太大改變。在產業結構更新的前提下，政府決定成立一個融合林業與工業的機構，使台灣林業結合森林砍伐與加工產業，連結林業上下游產業鏈，大力提升林業的工業化，並促進民間資源投入。政府決定採取公司經營方式，打造現代化產業示範園區之決心，成立大雪山林業公司。

### 資本形成
戰後政府財政匱乏，要成立現代化的林業公司所需龐大金額，可能不是政府所能負擔。大雪山林業公司資本額新台幣一億六千萬元，美援提撥八千萬元，並依據《公司法》邀集六個股東（台灣銀行、土地銀行、彰化銀行、第一銀行、華南銀行、台灣省合作金庫）象徵性分配出新台幣一百萬元，其餘新台幣七千四百萬元由台灣省政府（省府）自籌。然而當時省府亦無力出資，剩餘資本額由公司營業後每年盈餘抵充。所以大雪山林業公司的資金，九成以上是利用美援。美援於1956年大雪山成立籌建委員會時即開始資助，至1961年間美援共提供約245萬美元（換算台幣約九千八百萬元）；換句話說，大雪山林業公司係美援協助台灣省政府所成立之公司。

## 經營特色
大雪山林業公司標榜林業結合工業，並號稱是東亞最大的林業公司，其公司經營特色有下列幾項：

### 公路運輸系統
公司在成立之前，即針對林木到底該用鐵路系統或公路系統運輸做一評估，據當時工業委員會暨省公路局的評估，如用鐵路與索道系統，必須新建鐵路四段（久平線、澤溪線、梢來線與鞍馬線）與索道三段，所需經費驚人。若以公路替代之，則在運輸效益、運輸功能與投資金額上，較之鐵路更加方便與有效率，因此大雪山林業公司就成為台灣林業中，首次以公路配合索道運輸林木系統。公司在林區內建立許多汽車林道，以聯結車及大卡車載運長材或短材，不僅運材上較方便，對於聚落間之連絡、造林與保林，都有很大的意義。

### 新式伐木技術
大雪山林業公司以省屬企業成立，除了要以企業經營的方式提升競爭力，還有一個重要功能，就是成為其他林區之模範。在伐木上引入先進之美式動力鏈鋸伐木，效率為傳統之五倍，集材機用柴油機取代原本之蒸汽集材機，幾乎都是台灣林業之創舉。政府成立大雪山林業公司，就是希望運用新的經營方法，購買新式機械設備，砍伐、運銷與加工一體化，運用美國全套自動化製材設備，使公司成為一個林業獨立體系，從上游到下游完成系統化經營。

### 製材廠
大雪山林業公司成立的原因，很重要的一點就是將單純的伐木工業，延長至木材加工，創造更高的產業價值。公司所屬木材加工業中，規模最大、設備最新、耗資甚鉅就屬製材廠。設立前先聘請美國技術服務團范漢士（Fairhurst）前來調查，製材廠於1964年5月26日落成，佔地三公頃，廠房設計完全仿美國西雅圖大型製材廠，設備採用美國先進設備，並採取一貫化的生產流程，從原木進場至分等出場皆在廠內完成。製材廠不僅設備新穎，對於林木剩餘資源的利用是其特色，原木經過主製剥皮、大割、切邊、檢尺等作業，最後送上分等台，但中間所產生的邊皮餘材，可以成為造紙廠、乾燥廠之原料，還可以製作課桌椅與傢俱等木製品，為方便製材廠將加工後的木材輸送，鐵路局東勢線延長至廠區載運木材，對運材上甚為有利。

## 走向黃昏
花費鉅資設立的大雪山林業公司，在台灣林業史上建立起許多里程埤，理應成為台灣林業的龍頭與指標，但為何在經營短短十餘間年，於1973年12月結束營業，正式併入林務局管轄，成為「大雪山示範林區管理處」？歸就主要原因可能為：
- 資金問題：以美援資金為主的公司，在財務不甚健全的情況下，經營本該按部就班，尤其在全面引進新式設備時，折舊與保養都是龐大的支出，在收入還沒有穩定之前，新廠房的設立應謹慎才對，尤其在製材廠設立之後，如果沒有如預期般帶來龐大收益，勢必會對整個公司造成決定性的影響，既然成立一個「企業」，賺錢當然是首要目標，但公營企業似乎加入太多的考量（背負著政府之政策），導致過度擴張，在資金無法彌補缺口後，自然走向關閉一途。
- 技術問題：美式的先進設備是否適合台灣，雖然美籍技師曾前來調查，但調查結果和實際結果差別太大，台灣原木如紅檜或台灣扁柏等，樹齡普遍較大，樹形亦較不規則，而美國松木則較整齊。在原木不盡相同之下，製材廠的先進設備反而成為原木之殺手，過多的鋸削造成大量的浪費，造成製材成本提高、製材率過低的慘況。
- 冗員問題：大雪山林業公司編制內有將近二百名的正式職員，工人將近一千人，全盛時期有一千三百位員工，人事開支浩繁，在本業無法有起色之際，加上如此龐大的人事支出，形成公司內的沉重壓力。
- 市場問題：林木在戰後初期是國民政府一項重要的外匯收入，但市場的景氣與價錢不可能一直維持高峰，在木材價格不理想時，節約成本與開拓市場就成為很重要的問題，但公司的成本反而居高不下，對外市場亦無擴展。另外，政府想要藉由大雪山林業公司，將東勢鎮打造成一個林業園區，吸引民間資本前來投資設廠，但林業公司本身經營就有問題，如何吸引民間投入。

## 影響

大雪山製材廠停止營運後，規劃為「東勢林業文化園區」

大雪山林業公司在當時的時空背景之下，確實屬於一個規模龐大的事業體，不僅投資金額驚人，政府規劃出的以森林工業做為強化島內基本工業的願景亦十分遠大，雖然最後沒有達到既定目，但還是發生影響力：
- 與日治時期做區別：大雪山林業公司，不管從運輸系統的設計，集材與製材的方式，都採用與日治時期不同的架構。大雪山林區從調查到開發，都是國民政府一手完成，所以大雪山被稱為「示範」或「模範」林區，並引進全套美式器材，可看出擺脫日治時期林業，創造屬於自己的模式。
- 與退輔會之關係：運輸系統選擇以公路，代表要在山林開闢許多新道路。此時退輔會帶領榮民開鑿中橫已接近尾聲，開闢中橫的榮民正好可以銜接，開完路後並擔任伐木工。而大雪山林業公司裡的管理階層，除台灣省政府與林務局人員充當外，退輔會亦安插人員至公司。對退輔會來講，大雪山林業公司的成立，對榮民的安置（開闢公路、擔任伐木工與職員），有直接之助益。
- 東勢鎮的發展：小小的東勢鎮，成為八仙山林區與大雪山林區的集中地，大量伐木工進入鎮內，大雪山林業公司於廠區內還設有林業小學供子弟就讀，運材道路的開發，對東勢交通有著一定影響，東勢鎮市街因為林業增加許多商家，其中以旅店和娛樂業最多，小小的山城成為一個熱鬧繁華的地方。